# Jack and the Beanstalk (film 1912 Edison)
Jack and the Beanstalk  è un cortometraggio muto del 1912 diretto da J. Searle Dawley.
Si tratta del secondo adattamento cinematografico della popolare fiaba, Jack e la pianta di fagioli, dopo la prima versione del 1902 diretta da George S. Fleming e Edwin S. Porter. Protagonista del film è Gladys Hulette, una delle più famose attrici bambine dell'epoca, qui impegnata secondo le allora accettate convenzioni teatrali in un ruolo (maschile) di bambino.

## Produzione
Il film fu prodotto dalla Edison Manufacturing Company.

## Distribuzione
Distribuito dalla General Film Company, il film - un cortometraggio in una bobina - uscì nelle sale cinematografiche degli Stati Uniti il 16 gennaio 1912.